# Aït Ergane
 (février 2011).
Si vous disposez d'ouvrages ou d'articles de référence ou si vous connaissez des sites web de qualité traitant du thème abordé ici, merci de compléter l'article en donnant les références utiles à sa vérifiabilité et en les liant à la section « Notes et références ».
Aït Ergane (At Rrgan en kabyle) est un village de kabylie dans la commune algérienne d'Agouni Gueghrane dans la wilaya de Tizi-Ouzou en Algérie.

## Géographie

### Localisation
Le village est situé à la limite sud de la wilaya de Tizi-Ouzou, sur le flanc nord du Djurdjura. Pour rejoindre Ait Ergane à partir d'Agouni-Gueghrane, chef-lieu communal, deux possibilités s'offrent à  nous :
- soit contourner le mont Kouriet par l'Est, en passant par Tizi-Mellal
- soit en prenant par Talouaht en empruntant à pied un sentier taillé à flanc de montagne, sur un dénivelé de 600 m.

### Hameaux et lieux-dits
Avant qu'il n'éclate en plusieurs hameaux, à la suite de la conquête française, tous les habitants d'Ait Ergane étaient regroupés à Taguemount, gros bourg face à l'Akouker. La localité d'Aït Ergane est depuis composée de plusieurs hameaux distants de 1 à 5 km les uns des autres :
- Thazzeka (Taẓka, " la vieille demeure") à 1 040 m à d'altitude
- Thaghza (Taɣza, « le jardin près de la rivière ») à 960 m d'altitude ;
- Ath Ouadar (At Waḍar, « les enfants du gringalet ») à 1 100 m d'altitude ;
- Thaguemount (Tagemunt, « le petit mamelon ») à 1 140 m d'altitude ;
- Thaourirt (Tawrirt, « la butte ») à 1 000 m d'altitude ;
- Thinessouine (Tineswin « les cuvettes ») à 1 100 m d'altitude ;
- Thigri (Tigri, « le petit champ ») à 1 060 m d'altitude.

## Histoire
(février 2011).
Dans une étude ethnographique et patronymique, intitulée Etudes sur la Kabylie proprement dite, Carette a mis en évidence, dans un passé lointain, des déplacements de populations de Kabylie vers le Sahara (Biskra, Ouargla...) et de sahariens vers la Kabylie installés depuis sous forme de colonies  comme celles d'Ibeskriène et de Taourirt n'Ait Gana.[évasif], Il reste possible que les premiers habitants d'Aït Ergane soient issus d'un mouvement de migration en provenance de la région de berbérophone de Reggane. Mais ce n'est là qu'une hypothèse. Des recoupements d'écrits d'historiens, d'administrateurs et de voyageurs tels Daumas, Caix de St-Amour, Martial Rémond [Lesquels ?] consacrés à la Kabylie avec ce que la tradition orale nous a fait parvenir, permettent, aujourd'hui, de dire que la population d'Aït-Ergane était partie prenante de la grande tribu des Aït-Sedka, et qu'à ce titre, elle avait participé au fil des siècles, à toutes les batailles menées au nom de la liberté et de l'indépendance de la Kabylie.
Au Moyen Âge, pendant l'ère Hammadide, alors que Ibn Toumert fuyait Al-Aziz, souverain de Béjaïa, il trouva grâce et l'anaïa, chez les Kabyles. Commença alors une période de prosélytisme islamique vers 1120. C'est à peu près à cette époque que les Aït-Ergane connurent leur temps sombres à cause des guerres tribales qui les opposèrent à leurs voisins. Ce n'est que deux siècles plus tard qu'ils se convertiraient à la religion musulmane, vers 1400, avec l'arrivée des premiers marabouts.
Sous la domination Turque, et contre leur présence, Aït-Ergane, liés par un pacte de solidarité et de belligérance avec les autres villages de la tribu des Aït-Sedka, firent plusieurs descentes contre les forts Turcs construits dans les vallées. Ce fut ainsi que, le 16 juillet 1757, aux côtés de leurs voisins de la tribu des Guechtoula, ils se révoltent et s'emparent du Bordj de Boghni, où après un combat sanglant, le Caïd du Sébaou fut tué. Ils participent aussi à la révolte générale Kabyle de 1820, après l'assassinat par l'Agha Yahia, de Mohamed Ath-Kaci, chef des Aït-Ouaguenoune.
Après l'arrivée des Français et la chute de Louis-Philippe Ier en 1848, une compagne militaire fut menée en Kabylie contre la résistance de Bou Baghla. La Kabylie resta insoumise jusqu'en 1857 et Aït Ergane, en retrait, de par leur situation géographique, beaucoup plus tard. À partir de 1880, la Kabylie des montagnes connut une première division administrative en quatre communes mixtes et Aït-Ergane firent partie de celle de Fort-National. Après cette organisation de l'administration pour mieux contrôler la population, il fut lancé une politique de francisation des Kabyles par l'école dont la première fut créée en 1875. Aït-Ergane ne verront la leur qu'un siècle plus tard, et dix ans après l'indépendance de l'Algérie.
Pendant la guerre de libération, le territoire d'Aït Ergane fut déclaré zone interdite par l'armée française et ses habitants évacués par la force jusqu'à l'indépendance.

## Population
En 2008, la population d'Aït Ergane est de 3900 habitants ; soit une densité de 211 hab./km2.
Selon Adolphe Hanoteau et Aristide Letourneux, la population du village était de 1 161 habitants en 1873.

## Administration
Le village dispose de trois écoles primaires, d'un collège, d'une annexe de mairie, d'un bureau de poste, d'un ensemble culturel et d'un centre de santé.

## Vie Associative
- L'association Tarwa n'Ath-Argane, littéralement "les enfants d'Ath Argane", association culturelle et artistique du village.
- Le Club Espoir Ath-Argane, association sportive
- Association Sportive Étoile Djurdjura (ASED) sport de montagne et les arts martiaux